# لي روي ويست
لي روي ويست (بالإنجليزية: Lee Roy West)‏ هو محامي وقاضي وضابط أمريكي، ولد في 1929 في كلايتون في الولايات المتحدة.